# Thierno Diop
Thierno Diop, né le 30 mars 1930 à Foundiougne et mort le 13 septembre 2004 à Kaolack, est une personnalité politique du Sénégal.

## Biographie
Avocat, il entre au gouvernement sous la présidence de Léopold Sédar Senghor comme commissaire du gouvernement et Secrétaire d’Etat, entre 1968 et 1970.
Maire de Kaolack et député durant deux législatures, il préside le groupe parlementaire du Parti socialiste (Sénégal) à partir de 1984, puis se retire ensuite de la vie politique.
Il est inhumé à Sokone.